# Nobuo Hattori
Nobuo Hattori (服部信雄?, Hattori Nobuo; 19 luglio 1947) è un ex cestista giapponese.

## Carriera
Con il Giappone ha partecipato ai Giochi olimpici di Monaco 1972 e ai Campionati del mondo del 1967.